# 共青村區 (楚瓦什共和國)

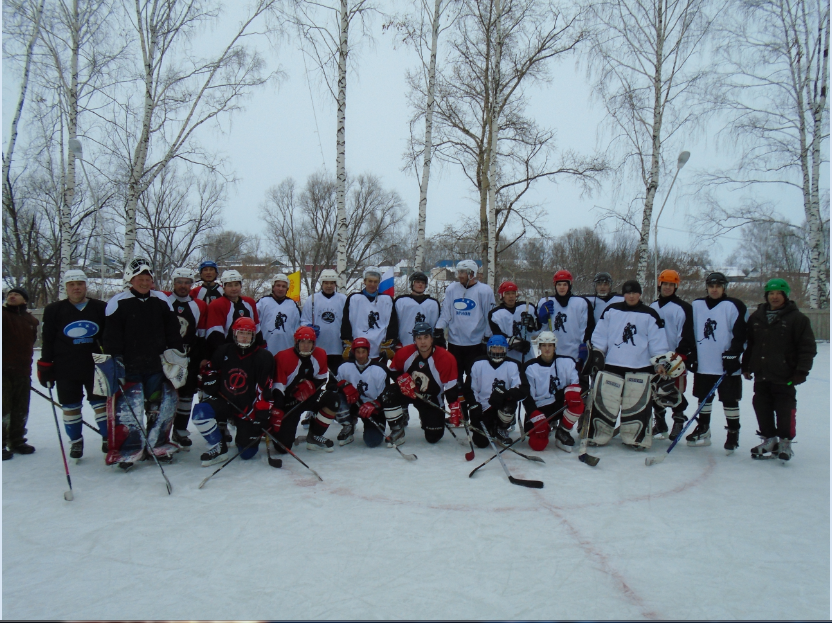

55°14′10″N 47°12′00″E / 55.236°N 47.200°E
共青村區（俄语：Комсомольский район），是俄羅斯的一個區，位於該國西部，由楚瓦什共和國負責管轄，始建於1939年2月22日，面積630平方公里，2010年人口26,951，人口密度每平方公里42.76人。